# 桃園客運大園站
桃園客運大園站是桃園客運於大園區設置之場站，位於臺灣桃園市大園區中山南路395號。此站是桃園客運在大園區新設站址，距大園市區有一段距離，又稱大園新站，往桃園區、中壢區路線為大宗，還有大園與週邊聚落之路線。附近是大園國小。

## 大園舊站
桃園客運大園舊站，亦稱大園站。位於中正東路47號，是大園區中心，現在改為合作金庫銀行大園分行、小北百貨使用。

## 沿革
設於大園鄉大園村中正東路47號，基地面積1595平方公尺，建於民國55年9月，為一貳層樓房，一樓為候車室、辦公室、檢修班，二樓為服務員宿舍及餐廳，另有停車場可停放24輛班車，配備車輛30輛，員工人數102人。由於業務擴展，營運路線增加，停車空間不足。於民國93年2月於現址中山南路395號另購站場用地興建車站。

## 路線
桃園客運大園站各路線如下：
- 5015 桃園⇔大園(經南崁)
- 5023 大園⇔桃園(經楊厝)
- 5040 桃園⇔觀音(經中厝)
- 5077 大園⇔中壢(經柴梳崙)
- 5081 大園⇔中壢(經下洽溪)
- 5082 大園⇔中壢(經雙溪口）
- 5086 桃園⇔大園(經五塊厝)
- 5087 大園⇔中壢(經青埔)
- 5089 中壢⇔桃園機場(經大園)

## 時刻

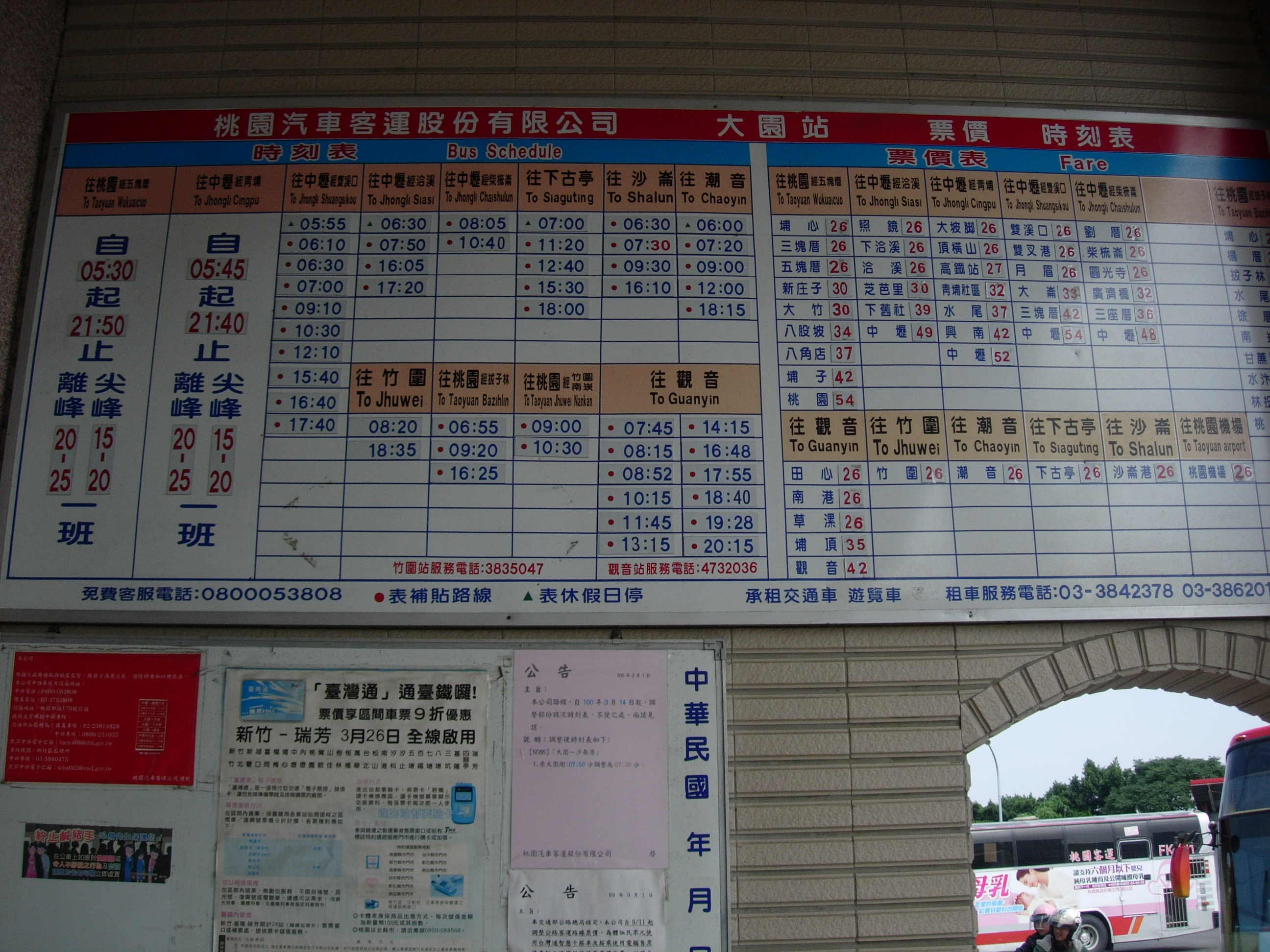
時刻表

往桃園區每尖峰時段每15到20分鐘，離峰時段20到25分鐘便有一班車，班次密集，自上午5:30自下午21:50間皆有班車。
往中壢區每尖峰時段每15到20分鐘，離峰時段20到25分鐘便有一班車，班次密集，自上午5:45自下午21:40間皆有班車。

## 配車
007-FN  016-FN 051-FX 052-FX 053-FX 063-FX 075-FX 096-FX 099-FX

420-U7 423-FT 425-FT 456-FT 499-FT 858-FP  516-U7 

587-FY 592-U7 597-FY 598-FY 882-FP 893-FP  

923-FP  FAD-507 FAD-653 FAD-695 KKA-3708 

KKA-3733 KKA-3735 KKA-3751 KKA-3760 KKA-3761 KKA-3762 KKA-3902 KKA-3923 600-V6

| 路線                                                     | 配車   |
| -------------------------------------------------------- | ------ |
| 高鐵快捷專車（206(D)）(大園站部分出車) THSR Shuttle Bus  | 075-FX |
| 238 紅土厝－長庚醫院桃園分院（僅平日行駛）               |        |
| 5086 桃園-大園                                           |        |
| 307 蘆竹區公所-開南大學                                  |        |
| 5086A 桃園-大園（延駛A15大園站）                         |        |
| 5081 中壢-大園（經下洽溪）                               |        |
| 5082 中壢-大園（經雙溪口）                               |        |
| 5061 桃園-建國十九村                                     |        |
| 5086C 桃園-大園（僅每日固定行駛一班車）                  |        |
| 5087 中壢-大園（經高鐵桃園站）                           |        |
| 5087A 中壢-大園（經高鐵桃園站）[繞駛大園高中]            |        |
| 5089 中壢-桃園機場（經大園）（僅平日早上固定行駛一班車） |        |
| 5077 中壢-大園（經柴梳崙）                               |        |
| 302桃園-高鐵桃園站（經大竹）                             |        |
| 302A 高鐵桃園站-蘆竹區公所（僅每日固定行駛一班車）       |        |
| 5078 中壢-陳康國小（經萬能科技大學）                     |        |
| 5118中壢-下內定（經萬能科技大學）                        |        |

## 資料來源
1. ↑  http://www.tybus.com.tw/default.aspx?page=company （页面存档备份，存于） 大園站地址
2. ↑  大園鄉志 續篇(二) 384、385頁
3. ↑  http://www.tybus.com.tw/aspx/BusTime.aspx （页面存档备份，存于） 桃園客運時刻表

## 外部連結
- 桃園客運公司 （页面存档备份，存于）